# Gerhard Larsson (lantmätare)
Folke Gerhard Larsson, född den 12 januari 1920 i Älmhult, Kronobergs län, död den 27 maj 2012 i Stockholm, var en svensk lantmätare och professor i fastighetsteknik vid Kungliga Tekniska Högskolan.

## Biografi
Larsson avlade 1938 studentexamen i Växjö och 1942 civilingenjörsexamen inom lantmäteri vid Kungliga Tekniska Högskolan (KTH). Han blev teknologie doktor på avhandlingen "Inflytandet av avståndet från brukningscentrum till inägojorden på arbetsbehov, driftsformer och driftsresultat" 1947, utsågs till docent 1949 och avlade vid sidan av sin yrkesverksamhet politices magister vid Stockholms universitet 1955. Larsson tjänstgjorde som lantmätare inom lantmäteristaten 1942−1949 och var därefter byrådirektör vid Lantbruksstyrelsens rationaliseringsavdelning till 1956, då han utnämndes till professor i fastighetsteknik vid Kungliga Tekniska Högskolan. Denna tjänst innehade han fram till sin pensionering 1986, under en period även som dekanus för fakulteten. Larsson deltog under en lång följd av år även i KTH:s styrelse. 
Larsson bedrev en omfattande vetenskaplig produktion med över hundratalet böcker, rapporter, monografier och artiklar inom områden som fastighetsbildning, fastighetsvärdering och samhällsplanering. Han ägnade sig vid sidan av sina huvudsakliga ämnesområden även åt gammaltestamentlig exegetik, de kronologiska delarna av gamla testamentets historieskrivning, där han publicerade ett flertal vetenskapliga böcker och artiklar, som fått betydelse i den internationella diskursen inom området. Hans skriftliga produktion upprätthölls även efter pensioneringen, till långt upp i nittioårsåldern.
Larsson var tidigt aktiv i debatten om landsbygdens och lantbrukets utveckling. Han pekade under krigsåren på behovet av planering, nödvändiga rationaliseringar och vikten av att efter kriget styra och koncentrera tillgängliga resurser mot bärkraftiga brukningsenheter. Samtidigt argumenterade han för ett återupprättande av bygemenskapen, främst av ekonomiska skäl men även som lämplig bebyggelse- och organisationsform vilande på gemenskap och samarbete.
Larsson kombinerade sin professur med en rad nationella och internationella uppdrag. Han invaldes som ledamot av Kungliga Skogs- och Lantbruksakademien 1960, var bland annat styrelseledamot i Föreningen för Samhällsplanering och i Samfundet för fastighetsvärdering. I Kungliga Tekniska Högskolans styrelse var han ledamot i nära 15 år. Larssons inriktning mot utvecklingsländernas särskilda förutsättningar medförde en rad expertuppdrag för Förenta Nationerna under 1970-talet. Han arbetade även som utbildare och med uppdrag inom området land management gentemot olika länder i och utanför Europa. Han var medlem i International Federation of Land Surveyors och tjänstgjorde där som svensk representant under perioden 1953-1978.
Gerhard Larsson och hans hustru Margareta Larsson (född Stenring) är gravsatta i minneslund på Norra begravningsplatsen i Solna.